# Maxthon International Limited
Maxthon International Limited — китайская компания, основанная в 1999 году, специализирующаяся на разработке одноимённого веб-браузера для операционной системы Windows.
Офисы компании расположены в Сан-Франциско, Пекине, Гонконге, Шанхае и Кремниевой долине.
Разработка продуктов Maxthon для Windows, Mac, iOS и Android в основном осуществляется в Пекине.
В число других продуктов Maxthon входит англоязычный информационный портал i.maxthon.com, облачный сервис Maxthon Passport, детский веб-браузер для Android и iOS Kid Safe, китайский информационный портал maxthon.cn, другие игровые и развлекательные веб-сайты на китайском языке.

## История
В 1999 году генеральный директор компании Мин Цзе (Джефф) Чэнь открыл в Гонконге офис компании, которая тогда называлась MyIE. В 2005 году Maxthon получил первоначальные инвестиции от WI Harper Group, а также Мортена Ланда, инвестора Skype. В этом же году компания переехала в Пекин.
Дальнейшим инвестированием компании занималась американская венчурная фирма Charles River Ventures.
10 апреля 2007 года в журнале TechCrunch появилось сообщение о том, что Google инвестировал в Maxthon по меньшей мере 1 млн $. На следующий день основатель компании Чен опроверг это сообщение, однако через некоторое время в интервью для китайского портала sina.com он заявил, что «не исключает возможное сотрудничество между двумя компаниями».